# Asagiri
Asagiri (あさぎり町?, Asagiri-chō) è una cittadina giapponese della prefettura di Kumamoto.